# Blue Ocean
Blue Ocean（ブルー・オーシャン）は、TOKYO FMで2008年10月1日から月曜日から金曜日の9:00 - 11:00に放送されているワイド番組である。

## 番組概要
TOKYO FMの朝の情報ワイド番組として、2008年10月1日から放送を開始。
当初の番組コンセプトは、「Blue Ocean」という言葉の本来の意味が「未開拓のマーケットに船出する」を意味するマーケティング用語であるように、マーケティングやビジネス情報を多く発信していく番組であり、女性をメインターゲットにする路線を一度はずれ、男性を含めてビジネスマンをターゲットとしていた。
2009年10月からは「好奇心はラジオで目覚める…ハンサムな女性（アナタ）へ」をキーワードに変更し、主に30〜40代の主婦層をターゲットとした番組へと変更した。さらに2012年4月からはパーソナリティーに住吉美紀を迎え、「ホントとホンネ」をキーワードに、ニュースや情報の裏にあるホントのストーリーを、とことん探り、ホンネでつながっていくとして、TwitterやFacebookを活用した、双方向番組へ大幅リニューアルした。
主婦層をはじめとしてメインターゲットを女性向けとしている構成は1990年開始の『FMソフィア』→『柴田玲のSUPREME』→『Tapestry』へと15年以上引き継がれている。

## パーソナリティー

### 現在
- 住吉美紀（2012年4月2日 - ）

パーソナリティになる以前、前任の望月の休暇中の代役として2011年9月5日から9日まで出演していた。
2020年4月19日、東京都内の医療機関を受診し、肺炎と診断され緊急入院した（PCR検査の結果、新型コロナウイルス感染症と判明）のに伴い、翌20日から当面の間出演見合せ。同年5月25日から復帰。

### 過去
- 望月理恵（2008年10月1日 - 2012年3月30日）

代演
- 住吉美紀 - 2011年9月5日 - 9日
- 三浦茉莉 - 2011年9月12日 - 15日
- 中田有紀 - 2011年9月16日、23日、30日
- 羽田沙織 - 2011年9月19日 - 22日
- 阿部哲子 - 2011年9月26日 - 29日
- 福澤朗 - 2013年9月2日 - 4日
- 眞鍋かをり - 2013年9月5日 - 6日、2014年12月29日 - 30日、2015年1月27日 - 30日
- 小宮山雄飛・古賀涼子（TOKYO FMアナウンサー） - 2016年9月5日
- 山路徹・古賀涼子（TOKYO FMアナウンサー） - 2016年9月6日
- GAKU-MC・柴田幸子（TOKYO FMアナウンサー） - 2016年9月7日
- 上杉隆・中村亜裕美（TOKYO FMアナウンサー） - 2016年9月8日
- 中村昌也・中村亜裕美（TOKYO FMアナウンサー） - 2016年9月9日
- 宇賀なつみ - 2019年8月5日 - 9日、2020年5月4日 - 8日[5]
- 吉田明世 - 2020年4月20日 - 24日[6]
- 望月理恵 - 2020年4月27日 - 5月1日、5月11日 - 22日[6]
- 笹川友里 - 2021年8月16日
- シャウラ - 2021年8月17日
- 川田裕美 - 2021年8月18日 - 19日
- 寺島拓篤 - 2021年8月20日
- Aile The Shota - 2022年10月24日
- 坂本美雨 - 2022年10月25日 - 26日
- 茂木健一郎 - 2022年10月27日
- ENVii GABRIELLA - 2022年10月28日
- 三浦翔平 - 2023年9月26日
- 藤本美貴 - 2023年9月27日、2024年6月17日
- 篠原光 - 2023年9月28日 - 29日
- ヒコロヒー - 2023年9月30日、2024年6月21日
- 山崎怜奈 - 2023年12月27日[7]
- 柴田幸子 - 2023年12月28日[7]
- 綿谷エリナ - 2024年6月18日
- CRAZY COCO - 2024年6月19日 - 20日
- 安田レイ - 2025年3月10日

## 放送時間

### 現在
『OH! HAPPY MORNING』（月曜 - 木曜）、『THE G.O.A.T.』（金曜）の放送形態は当該項を参照。ここでは番組本編の放送時間帯を記載。
「radiko」、「radikoプレミアム」のエリアフリー・タイムフリーで番組独自のサイマル配信を行っている。
- 月曜 - 金曜 9:00 - 11:00（2019年4月 - ） - 『ONE MORNING』の放送開始に伴う編成見直しのため、放送開始時間を5分繰り下げ。

### 過去
- 月曜 - 金曜 8:30 - 11:00（2008年10月 - 2013年3月）
- 月曜 - 金曜 9:00 - 11:00（2013年4月 - 2017年3月） - 前の枠で放送されていた『中西哲生のクロノス』の枠拡大に伴い、放送開始時間を30分繰り下げ。
- 月曜 - 金曜 8:55 - 11:00（2017年4月 - 2019年3月） - 『クロノス』とのステブレレス実施のため、放送開始時間を5分繰り上げ。ただし、この期間に限りクロノスの進行状況によって開始時間がずれ込むことがあった[8]。

## タイムテーブル
（2024年4月現在）
- 8:52頃 『ONE MORNING』のパーソナリティ・ユージ・吉田明世とのクロストーク
- 9:00 オープニング - オープニングナンバー・オープニングトーク・メッセージ発表。
- 9:10 Blue Ocean Tokyo Topics Tag
- 9:27 TOKYO FM トラフィックレポート
- （月 - 水）9:30 東京ガス Blue Ocean スマイル ナビ
- 9:45 Blue Ocean 銀座美人
- 9:55 TOKYO FM NEWS - ニュース担当のアナウンサーと番組のテーマに沿ったクロストークが行われる場合がある。
- 9:57 TOKYO FM トラフィックレポート
- 10:00 10時台オープニング
- 10:10 Blue Ocean Professional

（木）Blue Ocean Professional supported by 協会けんぽ 健康サポート（全国健康保険協会東京支部提供）
- 10:26 TOKYO FM トラフィックレポート（MonotaRO提供）
- （金）10:27 家計見直しナビ presents Blue Ocean おさいふ相談室
- 10:40 Blue Ocean ラジオショッピング（日本直販提供）
- 10:50 TOKYO FM トラフィックレポート（富士住建提供）
- 10:55 エンディング

（月 - 水）『ALL-TIME BEST』パーソナリティー・LOVEとのクロストーク
（木）『ラジオのタマカワ』パーソナリティー・玉川徹、原千晶とのクロストーク